# Жювизи сюр Орж
Жювизи сюр Орж е община в департамент Есон в Ил дьо Франс в Северна Франция. Намира се 18 km югоизточно от Париж, на няколко километра южно от летище Орли.
Мястото на града е обитавано от древни времена; отбелязано е в книгата на Юлий Цезар за Галските войни. Векове по-късно той се превръща във важно място за френската монархия, като кралска обител. Става първата пощенска станция по пътя за Фонтенбло.
Градът се превръща в основен шосеен и железопътен възел от 1840 г., когато е построена неговата жп гара, а през 1893 г. става първият град около Париж с мост, пресичащ река Сена.
По-голямата част от града е унищожена през април 1944 г. от съюзническите бомбардировки, тъй като е единственият около Париж, който има толкова голяма железопътна гара и железопътни линии, водещи до повечето от големите градове на Франция. След това е възстановен между 1945 и 1970 г.
Градът днес е известен с Гар дьо Жювизи; през 2021 г. тя е най-натоварената жп гара във Франция (с изключение на парижките гари) с 41 милиона пътници. Това е гара на Société nationale des chemins de fer français (SNCF), обслужвана от влакове по линии C и D на RER, както и от мрежата Ouigo Train Classique.

## География
Съседни общини:
- Атис-Монс;
- Дравей;
- Савини сюр Орж;
- Вири-Шатийон.

Градът се намира на 18 км южно от Париж, в Големия Париж (Grand Paris). Има достъп от национален път N°7 и е на 10 км северно от Еври.

## Забележителности
От 1883 г. в Жювизи сюр Орж е обсерваторията на астронома Камий Фламарион, която днес принадлежи на Астрономическото общество на Франция. В града се намира и пирамидата, издигната през 1740 г. в памет на работата на Жан Пикар и Никола Луи дьо Лакай за измерване на обиколката на Земята.
Писателят Реймон Кьоно е погребан в града.

## Известни личности
- Камий Фламарион (1842 – 1925), астроном (работил в града)
- Фердинан Кенисе (1872 – 1951), астроном
- Габриел Рьонодо Фламарион (1877 – 1962), астроном
- Жан-Жак Ано (р. 1943), филмов режисьор[3]
- Кристоф (р. 1945), певец[4]
- Еманюел Шарпантие (р. 1968), биохимичка, носителка на Нобелова награда по химия (2020)
- Хабиб Сисоко (р. 1871), футболист
- Александър Према (р. 1982), автомобилен състезател
- Ладжи Дукуре (р. 1883), лекоатлет, световен шампион
- Софиан Рафаи (р. 1886), баскетболист
- Амеди Кулибали (1982 – 2015), ислямски терорист
- Упарин Джоко (р. 1998), футболист